# مستشفى ابن سينا التخصصي (جنين)
مستشفى ابن سينا التخصصي هو أحد مستشفيات شركة المجمع الطبي العربي التخصصي الخاصة في دولة فلسطين. يقع المستشفى الذي افتتح في 11 أكتوبر 2021 في مدينة جنين شمال الضفة الغربية وتبلغ قدرته السريرية 55 سريرًا.

## التاريخ

### 2023
تعرض المستشفى لعدد من الاعتداءات الإسرائيلية خلال عمليته العسكرية على جنين منذ فجر 3 يوليو 2023 وحتى نهاية يوم 4 يوليو 2023.
أعلنت وكالة الأنباء الفلسطينية أنَّ الاحتلال الإسرائيلي قد استهدفَ بالرصاص الحي المواطنين أمام قسم الطوارئ، كما اقتحمت آلية عسكرية ساحة المستشفى.